# Ключ 162
Ключ 162 або ключ хода (辵部), що означає «ходити», є одним із 20 ключів Кансі (загалом 214 ключів), що складається з 7 рисок . Коли цей ключ використовується як компонент, він перетворюється на ⻍, ⻌ або ⻎ (див. Варіації форми[⇨]).
У Словнику Кансі, 381 ієрогліф мають цей ключ (з 49 030).
辶 (3 риски), компонентна форма 辵, є також 49 індексучим елементом у Таблиці індексування компонентів китайських ієрогліфів, яка зазвичай використовується у словниках Спрощеної китайської випущених у Материковому Китаї, елемент 辵 позначений як тотожний.

## Еволюція

Ієрогліф у письмі Сяочжуань

## Похідні символи

54 додаткові риски. Ієрогліф для локшини бянбян

| Риски | Ієрогліфи |
| ----- | --- |
| +0    | 辵 辶Компонент |
| +1    | 辷яп. |
| +2    | 辸 边спрощ. (=邊) 辺яп. (=邊) 辻яп. 込яп 辽спрощ. (=遼) |
| +3    | 巡 达спрощ. (=達) 辿 迀 迁спрощ. (=遷) 迂 迃 (=迂) 迄 迅 迆 (=迤) 过спрощ. (=過) 迈спрощ. (=邁) 迉                                                                          |
| +4    | 迊 (= 迎) 迋 迌 迍 迎 迏 运спрощ. (=運) 近 迒 迓 返 迕 迖 迗 还спрощ. (=還) 这спрощ. (=這) 迚 进спрощ. (=進) 远спрощ. (=遠) 违спрощ. (=違) 连спрощ. (=連) 迟спрощ. (=遲) 迬 |
| +5    | 迠 迡 迢 迣 迤 迥 迦 迧 迨 迩спрощ. (=邇) 迪 迫 迭 迮 迯 (=逃) 述 迱 迲 迳спрощ. (=逕)                                                                                      |
| +6    | 迴 迵 迶 迷 迸 迹спрощ./варіація 迺 迻 迼 追 迾 迿 退 送 适 逃 逄 逅 逆 逇 逈 (=迥) 选спрощ. (=選) 逊спрощ. (=遜)                                                           |
| +7    | 逋 逌 逍 逎 透 逐 逑 递спрощ. (=遞) 逓яп. (=遞) 途 逕 逖 逗 逘 這 通 逛 逜 逝 逞 速 造 逡 逢 連 逤 逥 (=迴) 逦спрощ. (=邐) 逧                                               |
| +8    | 迸 逨 逩 (=奔 -> 大) 逪 逫 逬 (=迸) 逭 逮 逯 逰 (=遊) 週 進 逳 逴 逵 逶 逷 逸 逹 (=達) 逺 (=遠) 逻спрощ. (=邏)                                                              |
| +9    | 逼 逽 逾 逿 遀 遁 遂 遃 遄 遅яп. (=遲) 遆 遇 遈 遉 遊 運 遌 遍 過 遏 遐 遑 遒 道 達 違 遖 遗спрощ. (=遺) 遥яп. (=遙)                                                        |
| +10   | 遘 遙 遚 遛 遜 遝 遞 遟 遠 遡яп. 遢 遣 遤 遥спрощ. (=遙) |
| +11   | 遦 遧 遨 適 遪 遫 遬 遭 遮 遯 (=遁) 遰 遱 遳 遷 |
| +12   | 遲 遴 遵 遶 遷 選 遹 遺 遻 遼 邆 |
| +13   | 遽 遾 避 邀 邁 邂 邃 還 邅 邉 (=邊) |
| +14   | 邇 邈 |
| +15   | 邊 邋 邌 |
| +16   | 邍 |
| +17   | 邎 |
| +19   | 邏 邐 |
| +54   | 𰻞 () |

## Варіації форми

Письмова форма

Форма цього ключа варіюється в залежності від мови.
Традиційно цей ключ друкується з двома крапками, тоді як у письмовому уставному письмі (кайшу) використовується лише форма з однією крапкою.
У післявоєнній Японії, з реформою національної мови ( японської мови ), було опубліковано список Тойо кандзі (当用漢字) з деякими спрощеними кандзі. Це включає коригування символів із ключем 162 шляхом заміни форми з двома крапками ⻍ (4 риски в словниках) однокрапковою формою ⻌ (3 рисок в словниках) у друкарських шрифтах. Потім це спрощення було успадковано менш строгим списком Джьойо канджі  (常用漢字). Ця зміна не відбулася серед Хьоґай кандзі (китайські ієрогліфи, яких немає в списку Дзьойо кандзі). У 2010 році після перегляду списку Джьойо канджі було включено кілька Хьоґай канджі в нову версію списку Джьойо, що спричинило невідповідність у друкованій формі ключа 162 серед китайських ієрогліфів, які зазвичай використовуються в японській мові. Крім того, у версії JIS 1983 кодованих наборів символів кандзі, ⻍ у деяких Хьоґай канджі також було спрощено; Цю зміну було частково скасовано в новіших версіях. Переглянутий список Дзьойо Кандзі 2010 року передбачає, що, незважаючи на невідповідність у друкованих формах, цей ключ завжди слід писати з однією крапкою.
У материковому Китаї заміна двокрапкової ⻍ на однокрапкову ⻌ (3 риски в словниках) відбулася з поширенням сінь цзисіню (новий шрифт). Зміна також стосується традиційних китайських ієрогліфів (наприклад, 運) що використовуються в материковому Китаї.
У Стандартній формі національних ієрогліфів Тайваню (стандарт затверджений міністерством освіти) та Списку графем загальновживаних китайських ієрогліфів Гонконгу є затвердженою форма з однією крапкою з двома поворотами ⻎ (4 риски в словниках), незважаючи на більш традиційну форму ⻍, яка все ще широко використовується в публікаціях.
| Словник Кансі японська (Хьоґай канджі) Корейська, традиц. Китайська (Тайвань/Гонконг, стара) | Спрощена китайська, Японська (Дзьойо кандзі)                 | традиц. Китайська (Тайвань/Гонконг, стандартна) |
| U+8FB6 (Селектор варіантів: U+E0100/U+E0102) U+2ECD                                          | U+8FB6 (U+FA66) (Селектор варіантів: U+E0101/U+E0103) U+2ECC | U+8FB6 (Селектор варіації: U+E0104) U+2ECE      |
| -------------------------------------------------------------------------------------------- | ------------------------------------------------------------ | ----------------------------------------------- |
| 辶                                                                                           | 辶                                                           | 辶                                              |

## Зовнішні посилання
- База даних Unihan - U+8FB5

Шаблон:Simplified Chinese radicals